# 薩格茲河
47°35′00″N 53°30′00″E / 47.5833°N 53.5000°E
薩格茲河是哈薩克斯坦的河流，位於該國西北部阿特勞州，河道全長511公里，流域面積19,400平方公里，河口處在裡海盆地，河水來自融雪和雨水。

## 外部連結
- Сагиз (река) （页面存档备份，存于）, Great Soviet Encyclopedia